# Naturschutzgebiet Vilsalpsee

Naturschutzgebiet

Das Naturschutzgebiet Vilsalpsee ist ein Naturschutzgebiet in den Allgäuer Alpen in Tirol. Es erstreckt sich in den Gemeindegebieten von Tannheim und Weißenbach, beide Bezirk Reutte, im Tannheimer Tal. Es umfasst den Vilsalpsee und die höhergelegenen kleineren Gewässer Traualpsee, die Lache und den Alplsee mit dem umliegenden Gebirgsraum, und Höhenstufen von 1160 bis 2274 m.

## Geschichte, Größe und Schutzziele
Das Gebiet um den Vilsalpsee steht seit 1957 unter Naturschutz.
1995 wurde es als Natura-2000-Gebiet vorgeschlagen, 1998 dahingehend als Naturschutzgebiet erweitert, und ab 2000 sowohl als FFH-Gebiet nach Habitatrichtlinie als auch Europäisches Vogelschutzgebiet nach Vogelschutzrichtlinie ausgewiesen (Sitecode AT3302000).
Im Jahr 2002 erfolgte eine Vergrößerung des Gebietes auf 1.829 Hektar.
2009 wurden der nach § 21 Z.2 Tiroler Naturschutzgesetz 2005 (TNSchG 2005) geforderte Schutzzweck nachträglich kundgetan:

„Für das Natura 2000-Gebiet Vilsalpsee werden folgende Erhaltungsziele festgelegt:

1. Erhaltung der alpinen Kalklebensräume,

2. Erhaltung der alpinen Rasen,

3. Erhaltung der subalpinen und hochmontanen Wälder,

4. Erhaltung der Lebensräume in den und um die Seen Vilsalpsee, Traualpsee, Lache und Alplsee,

5. Schutz und Förderung der charakteristischen Vogelarten […], und Erhaltung und Förderung der charakteristischen Arten und Lebensräume […], wobei diese […] gegebenenfalls in einen günstigen Erhaltungszustand zu verbringen sind.“

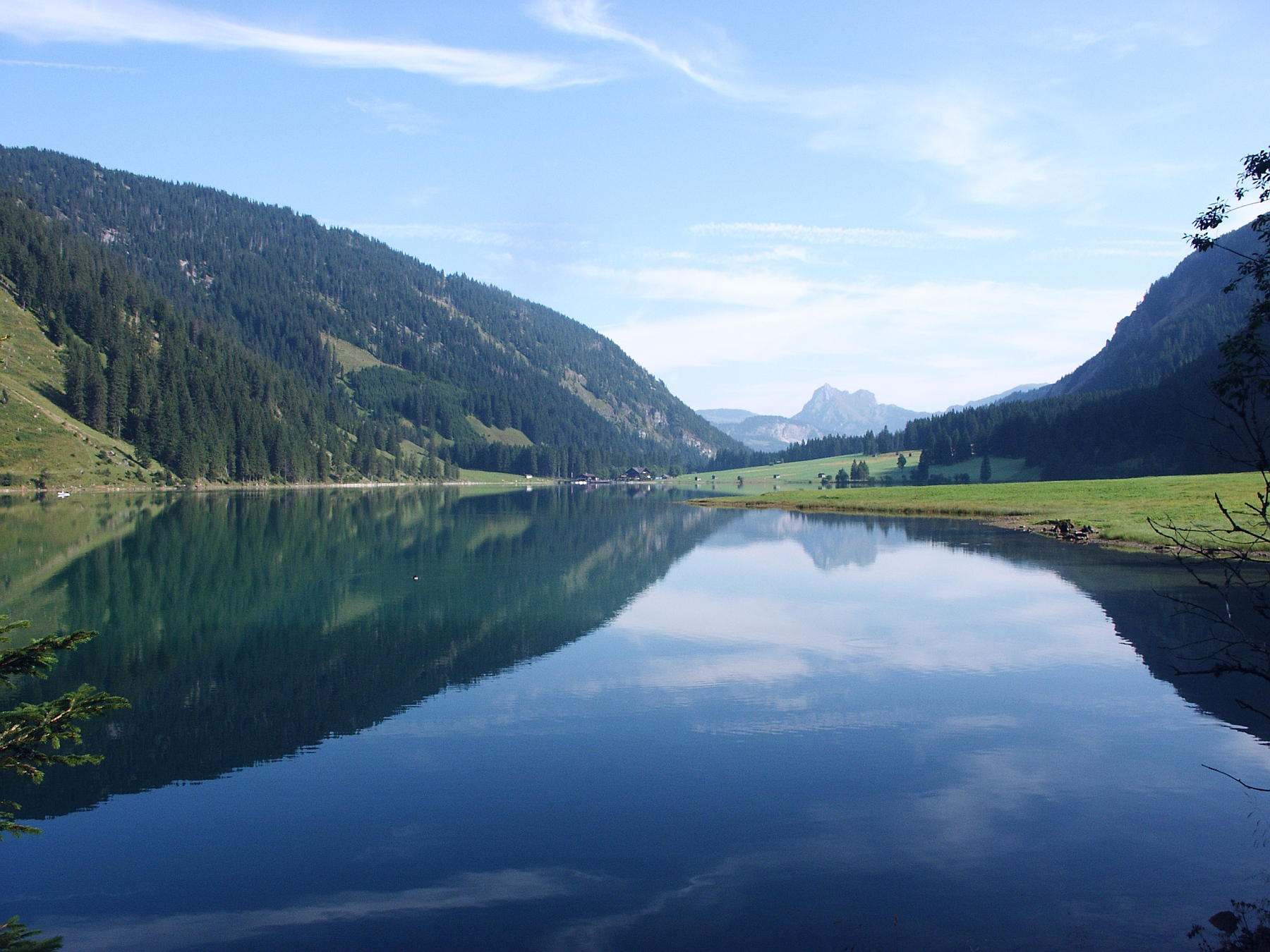
Vilsalpsee (1165 m)
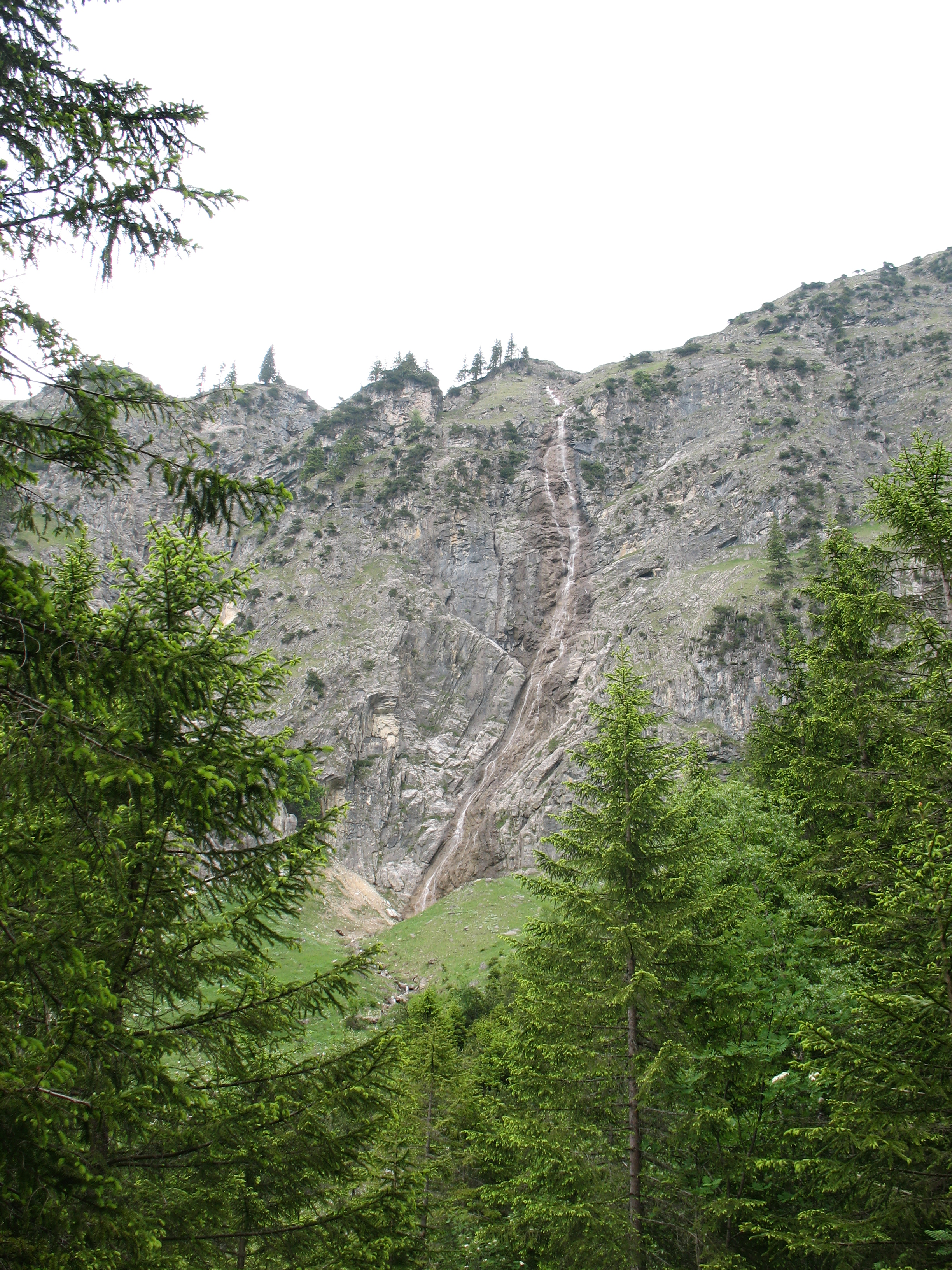
Südöstlicher Zufluss des Vilsalpsees
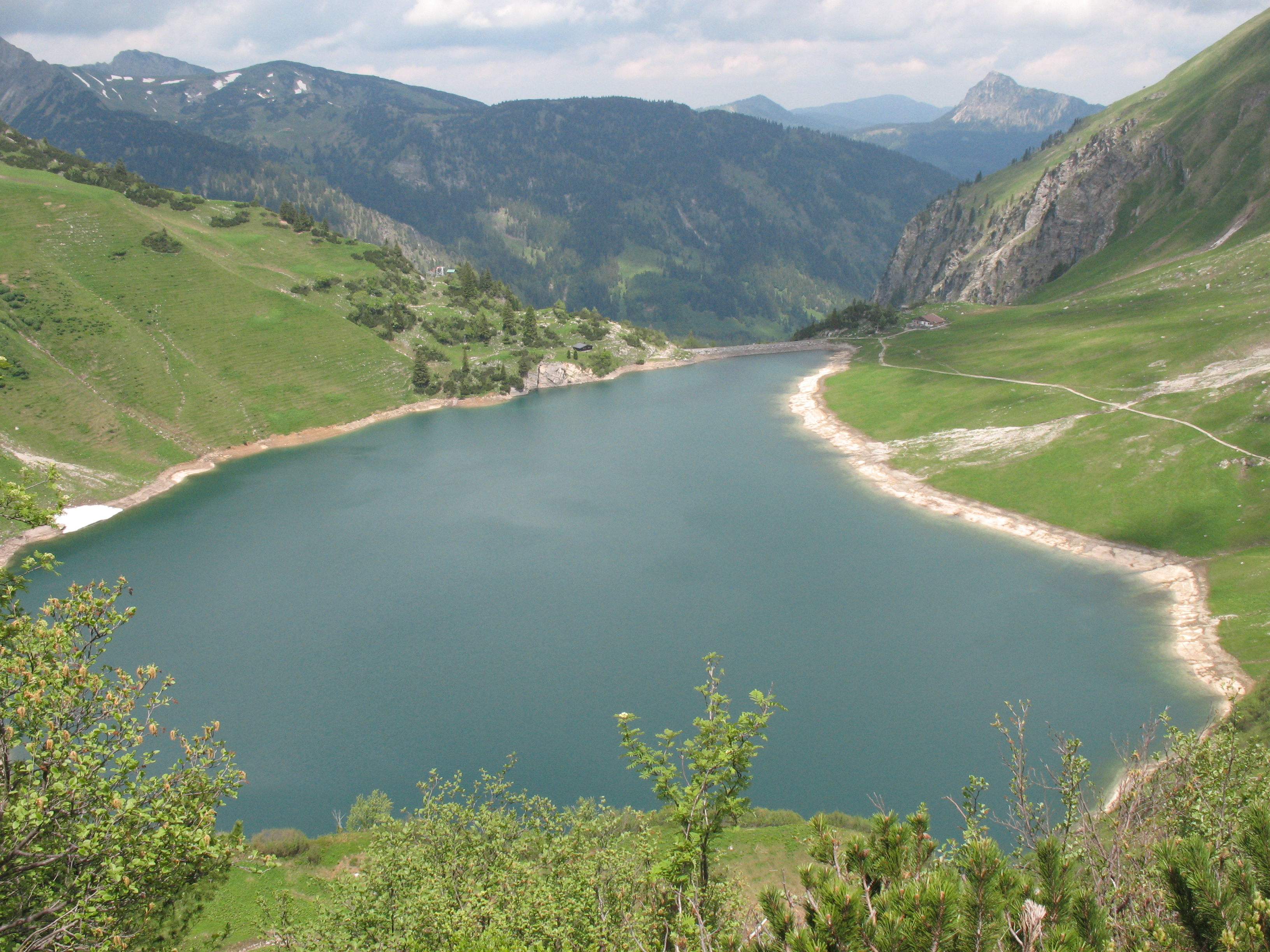
Traualpsee (1631 m)

## Flora und Fauna
Charakteristische Vogelarten sind insbesondere Steinadler, Uhu, Schwarzspecht und Sperlingskauz, als sonstige Arten und Lebensräume (nach Habitatrichtlinie) genannt sind Frauenschuh, Kalk- und Schieferschutthalden, artenreiche Borstgrasrasen – montan, kalkreiche Niedermoore, Moorwälder, Kalktuffquellen, alpine Kalkrasen, Unterwasservegetation an Fließgewässern der Submontanstufe und der Ebene mit Fluthahnenfuß, alpine Flüssen und ihre Ufergehölze mit Reifweide, feuchte Hochstaudenfluren, alpine Flüsse und ihre krautige Ufervegetation, bodensaure Fichtenwälder, kalkhaltige Schutthalden in Mitteleuropa, Berg-Mähwiesen, kalkhaltige Gewässern mit Vegetation der Armleuchteralgenbestände sowie alpine und subalpine Heidegebiete.
In den Bergwäldern sind auch das Auerhuhn, neben Schwarz- auch Dreizehenspecht und neben Sperlings- auch der Raufußkauz heimisch. Oberhalb der Waldgrenze gibt es in weiteren Bergpieper, Alpenschneehühner und Wanderfalken. Dazu finden sich Murmeltier, Gämse und Moorschneehuhn. An Arten auf der Roten Liste sind noch Turmfalke, Grünspecht und Rauchschwalbe aufgeführt. Im Gappenfelder Notländ am Ostrand des Gebiets leben Birkhühner.
Weitere Pflanzen, die im Naturschutzgebiet wachsen, sind Alpen-Kuhschelle, Gold-Pippau, Berg-Löwenzahn, Echte Mondraute und Rosa Kugelorchis.